# Fontaine d'eau fraîche
 (juillet 2009).
Si vous disposez d'ouvrages ou d'articles de référence ou si vous connaissez des sites web de qualité traitant du thème abordé ici, merci de compléter l'article en donnant les références utiles à sa vérifiabilité et en les liant à la section « Notes et références ».

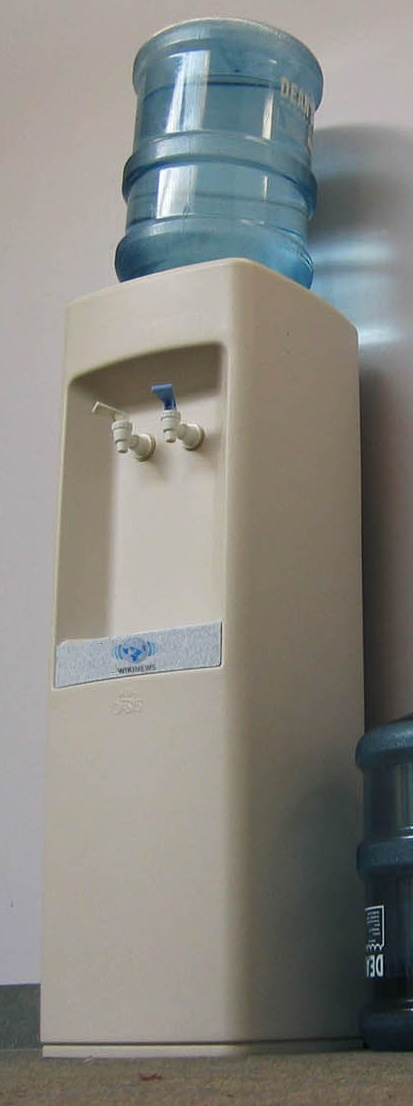
Une fontaine d'eau fraiche

Une fontaine d'eau fraîche, également appelée fontaine à eau, refroidisseur d'eau ou distributeur d'eau, est un dispositif qui refroidit et distribue l'eau. Des gobelets sont également mis à disposition. Deux robinets distribuent l'eau réfrigérée et à température ambiante.

## Description
Un distributeur d'eau est généralement fixé au mur et relié à un circuit d'approvisionnement en eau potable ou équipé d'un réservoir changeable. Ce type de réservoir est généralement en plastique, en forme de bouteille, et d'une contenance de 18,9 litres — 5 gallons aux États-Unis. Il est souvent réapprovisionné par une entreprise spécialisée assurant un service de distribution régulier.
Ce type de dispositif est fréquemment installé dans les locaux d'entreprises et les cabinets de médecins, mais aussi de plus en plus en tant que service dans les grands magasins ou supermarchés, et chez les particuliers. Il faut savoir qu’un nombre important s’adressent directement aux établissements recevant du public (ERP).
La loi Anti-gaspillage pour une économie circulaire (dite loi AGEC) promulguée le 10 février 2020, programme l’interdiction progressive de nombreux objets en plastique jetable, avec pour objectif d’atteindre le zéro plastique à usage unique d’ici 2040. La loi AGEC portée par l’Etat oblige les ERP à s'être équipé d'au moins 1 fontaine à eau dès 300 personnes depuis début 2022.
Grâce à l'investissement des fabricants de fontaines et aux exigences de certains consommateurs tels que les hôpitaux, les fontaines à eau ont beaucoup évolué en matière d'hygiène et de sécurité au cours de ces dernières années.

## Qualité de l'eau
Il existe différents systèmes pour garantir la qualité de l'eau délivrée par la fontaine et éviter toute prolifération bactérienne interne.
L'eau du réseau en France étant globalement contrôlée et chlorée, les fontaines d'eau branchées sur le réseau connaissent un vif succès : plus de stock, des économies considérables et de l'eau disponible 24 h sur 24. La fontaine bouteille reste cependant incontournable surtout pour tous les locaux où l'arrivée d'eau n'est pas envisageable.

## Types

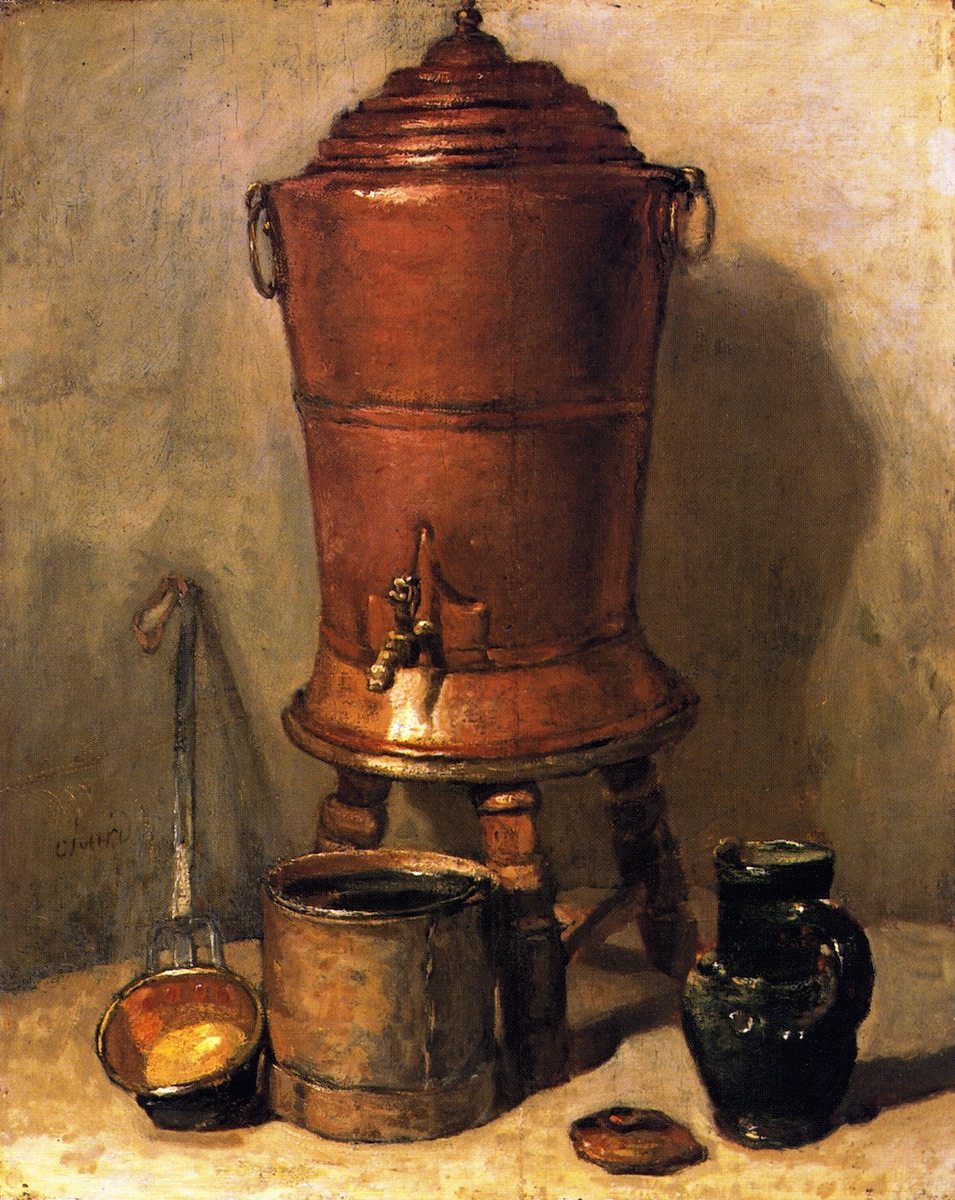
La Fontaine de cuivre, par Jean Siméon Chardin en 1733-1734.

En plus des distributeurs d'eau froide, il existe deux autres types de distributeur d'eau. Il existe également des fontaines à eau qui permettent la distribution de 3 sélections en une seule et même machine : cette évolution élargit le choix du consommateur qui peut désormais obtenir de l'eau tempérée, chaude, ou froide.

### Distributeur d'eau chaude
Un appareil semblable, mais qui distribue de l'eau presque bouillante (95 °C) et de l'eau à température ambiante ou réfrigérée, est très courant en Chine, chez les particuliers, dans les lieux publics, dans les entreprises, et dans les trains. L'eau du robinet n'étant pas garantie potable dans les villes en Chine, l'appareil est alimenté par des bonbonnes de 18,9 litres livrées à domicile, ou par un dispositif à filtre interchangeable à niveau visible qu'on alimente manuellement. L'usage de l'appareil étant presque universel dans les villes, la livraison des bonbonnes pleines et la reprise des bonbonnes vides est une activité importante. 

### Distributeur d'eau gazeuse
Des fontaines d'eau pétillante proposent une eau à bulles grâce à un système de refroidissement et de gazéification : la gazéification étant réglable, le consommateur peut définir la quantité de CO2 par litre d'eau distribué.
Déjà au nombre de 215 en Italie[Quand ?], la première en France est inaugurée le 21 septembre 2010 au jardin de Reuilly, dans le XIIe arrondissement de Paris.